# Caldwell, New Jersey
Caldwell är en ort av typen borough i Essex County i New Jersey, USA.
President Grover Cleveland föddes i Caldwell år 1837. Hans far Richard Falley Cleveland arbetade i Caldwell som präst i en lokal presbyteriansk församling.